# (2493) Elmer
(2493) Elmer (1978 XC) – planetoida z grupy pasa głównego asteroid okrążająca Słońce w ciągu 4,66 lat w średniej odległości 2,79 au. Odkryta 1 grudnia 1978 roku.